# Stanisław Pytko
Stanisław Jerzy Pytko (ur. 19 października 1929 w Pacanowie, zm. 20 marca 2018) – polski tribolog, profesor zwyczajny, dr habilitowany, inżynier. W ramach działalności naukowej zajmował się przede wszystkim problemami tribologii, a także podstaw konstrukcji maszyn.

## Życiorys
Studia wyższe rozpoczął na Wydziale Elektromechanicznym Akademii Górniczo-Hutniczej w Krakowie w 1948 i ukończył: studia pierwszego stopnia na kierunku mechanicznym w 1952, a drugiego stopnia w 1954. Od 1950, jeszcze jako student, rozpoczął pracę w Katedrze Obróbki Skrawaniem AGH, jako zastępca asystenta.
Przepracował na AGH 50 lat, to jest od 1 grudnia 1950 do 31 grudnia 2000, piastując stanowiska od asystenta do profesora zwyczajnego. Po 1970 przez 20 lat był z-cą Dyrektora Instytutu Podstaw Budowy Maszyn AGH pełniąc w tym czasie przez 4 lata funkcję Z-cy Dyrektora ds. dydaktycznych, a następnie ds. naukowych. Członek kilku rad naukowych: Instytutu Maszyn Przepływowych PAN, OBR-Huty Stalowa Wola, Instytutu Technologii Nafty, OBR Budowy Urządzeń Chemicznych CEBEA w Krakowie. Od 1990 był prezesem Polskiego Towarzystwa Tribologicznego a po 2005 roku został jego Honorowym Prezesem. Od 1991 był wiceprezydentem Międzynarodowej Rady Tribologicznej w Londynie. Od roku 1970 był zastępcą, a następnie od 1990 redaktorem naczelnym kwartalnika Komitetu Budowy Maszyn PAN „Zagadnienia Eksploatacji Maszyn”, a w latach 2003–2006 wiceprzewodniczącym tego Komitetu, jak również członkiem Komisji Motoryzacji Oddziału PAN w Krakowie i Komisji Mechaniki Stosowanej PAN. Od 1985 przewodniczący Komitetu Naukowego, a później Rady Programowej dwumiesięcznika „Tribologia”. Był stałym recenzentem czasopisma międzynarodowego „Wear” w Wielkiej Brytanii oraz amerykańskiego czasopisma naukowego "Tribology and Lubrication Technology". Ponadto był członkiem międzynarodowych rad naukowych czasopism tribologicznych w Rosji, Białorusi i Jugosławii.
Opublikował ponad 400 prac naukowych (z czego ponad 100 publikacji zostało wydanych za granicą), 4 monografie, 2 skrypty i uzyskał 9 patentów. Opublikował także 30 publikacji i 6 monografii z tematyki historycznej i turystycznej, którą interesował się przez wiele lat. 
Monografie dotyczą zabytkowych kościołów w Pacanowie, Zborówku, Beszowej i Biechowie.
Wypromował 11 doktorów nauk technicznych i kilkudziesięciu inżynierów. Wyspecjalizował na Studium Podyplomowym z „Techniki Smarowniczej” dziesiątki inżynierów. Recenzował ponad 60 prac doktorskich, dziesiątki prac habilitacyjnych i opiniował dziesiątki wniosków na tytuły naukowe. W uznaniu osiągnięć naukowych, wdrożeniowych, kształcenia w zakresie tribologii, Międzynarodowa Rada Tribologiczna w Londynie przyznała mu w 1995 „Złoty Medal” za osiągnięcia w Tribologii, 24. medal przyznany na świecie i pierwszy Polakowi. Za wkład w rozwój tribologii i pomoc naukowcom innych krajów został wyróżniony tytułem Honorowego Profesora (odp. w Polsce doktor honoris causa) przez Rybińską Państwową Lotniczo-Technologiczną Akademię w Rosji oraz Politechnikę Chakaską w Abakanie (Rosja) oraz tytułem doktora honoris causa przez Instytut Badawczy Metalo-Polimerów w Homlu – Narodowej Akademii Nauk Białorusi.
Za osiągnięcia naukowe wdrożeniowe i dydaktyczne, został przyjęty do: Nowojorskiej Akademii Nauk, Akademii Inżynierskiej w Polsce, Akademii Inżynierskiej Transportu Ukrainy, Akademii Inżynierskiej ds. Jakości w Rosji. Był również członkiem honorowym Rosyjskiego Towarzystwa Tribologicznego.
Był organizatorem Sympozjów tribologicznych pod nazwą „INSYCONT”, które co 4 lata odbywają się na AGH od 1982 roku oraz członkiem rady programowej konferencji "Mechanika w Medycynie” w Rzeszowie.

## Współpraca z uczelniami

### W Polsce
Pytko współpracował z wieloma naukowcami z następujących Politechnik: Rzeszowskiej, Lubelskiej, Krakowskiej, Świętokrzyskiej, Warszawskiej, Gdańskiej, Śląskiej, Częstochowskiej, Wrocławskiej, Poznańskiej, Zielonogórskiej i Szczecińskiej oraz Uniwersytetem Śląskim i Technologiczno-Humanistycznym w Radomiu. Współpraca obejmowała m.in. konsultacje i recenzje prac przed obronami prac doktorskich i habilitacyjnych.

### Za granicą
Rybiński Państwowy Uniwersytet Lotniczo-Technologiczny; Moskiewski Uniwersytet Transportu; Międzynarodowy Uniwersytet Lotniczy w Kijowie; Uniwersytet Techniczny w Koszycach (Słowacja), Rochester Institute of Technology w USA, Instytut Technologii i Studiów Wyższych w Monterrey – Meksyk; uniwersytet w Miszkolcu – Węgry; Uniwersytet Techniczny w Ostrawie – Czechy; Instytut Mikrotribologiczny Ohio – USA i inne.

## Odznaczenia i wyróżnienia
Został wyróżniony odznaczeniami państwowymi i innymi jak: 
- Krzyżem Kawalerskim i Oficerskim (2001)[8],
- Orderu Odrodzenia Polski,
- Medalem Komisji Edukacji Narodowej,
- Brązowym Medalem Za zasługi dla obronności kraju,
- Odznakami „Zasłużony Opolszczyźnie”,
- „Zasłużony dla Ziemi Krakowskiej”,
- „Zasłużony w Rozwoju Województwa Katowickiego”,
- „Zasłużony za pracę społeczną dla Miasta Krakowa”.

Otrzymał: 
- Honorowy Medal Stowarzyszenia Polskich Wynalazców i Racjonalizatorów,
- Medal „Za Zasłuhy o Rozvoj Vedy a Techniki” Zvaz Slovenskich Vedeckotechnickych Spolocnosti,
- Medal „50-lecia Politechniki Łódzkiej”,
- Medal Rektora „Za Zasługi dla AGH”,
- Złoty Medal 40-lecia Stowarzyszenia Wychowanków AGH,
- Medal Jubileuszowy „Za zasługi dla Rozwoju Stowarzyszenia Wychowanków AGH”,
- Medal Wydziału Metalurgii i Inżynierii Materiałowej „Za zasługi dla Wydziału”,
- Honorową Odznakę Politechniki Krakowskiej.

Prof. Stanisław Pytko jest pierwszym Honorowym Obywatelem Gminy Pacanów. 27 stycznia 2019 Rada Miejska w Pacanowie podjęła uchwałę o zmianie nazwy ulicy Bocznej Słupskiej na Profesora Stanisława Pytko.